# 啊 (跨語言現象)
啊？（英語：Huh），在臺灣網絡用語又被寫成「蛤？」（正字為「唅」，白話字：hahⁿ），是一個用來表達「我沒有聽清楚你剛才說的話，請你再說一次」的語彙，根據馬克思蒲朗克心理語言學研究所的學者馬克·丁厄曼瑟（Mark Dingemanse）、法蘭西斯科·托雷拉（Francisco Torreira）和尼克·J·恩菲爾德（Nick J. Enfield）在2013年的研究發現，「啊」這個字是全世界通用，似乎普遍存在於自然語言中，不過他們仍未研究出原因。這項發現令他們獲得2015年的搞笑諾貝爾文學獎。
丁厄曼瑟等三人的研究《Is 'Huh?' a universal word? Conversational infrastructure and the convergent evolution of linguistic items》指出，「啊」這個詞看似微不足道，但其實是人類交流中不可或缺的詞彙。研究採樣了世界各地的31種語言，以語音分析等研究方法，發現它們和英語中的「啊」都有著類似（但並不完全相同）的發音和功能，而這種情況相當罕見。研究指出這個詞彙並非先天，而是經由後天學習而成，5歲左右的孩子已經可以掌握使用這個詞彙的方式。

## 調查者所羅列語言的相應發音
- 查帕拉語（英语：Cha'palaa_Language）：/ʔa/
- 冰島語： /ha/
- 西班牙語： /e/
- Siwu語（英语：Siwu_language）：/ã/
- 德語： /hɜ/
- 意大利語： /ɛ/
- 俄羅斯語： /a/
- 老撾語：/æ̃/
- 官話：啊？ /ã/
- 穆林帕塔語（英语：Murrinh-patha language）：/ã/

## 外部連結
- Is ‘Huh?’ a universal word?（页面存档备份，存于）